# Lothar Reher
Lothar Reher (* 29. Juni 1932 in Marienburg/Westpreußen; † 6. April 2018 in Berlin) war ein deutscher Grafiker, Fotograf und Buchgestalter.

## Leben und Werk
Lothar Reher kam mit seiner Familie vor 1939 nach Berlin. Nach der Grundschule macht er von 1947 bis 1950 eine Ausbildung als Akzidenzsetzer, die er als Meister abschloss. Inspiriert durch die Arbeiten von Klaus Wittkugel begann Reher 1953 beim Berliner Verlag Volk und Welt  als „Hilfshersteller“. 1959 trat er erstmals mit den Fotos zu dem Buch „Weiß wird die Welt zur Ernte. Ein Poem um Tilman Riemenschneider“ von Hanna-Heide Kraze in Erscheinung. 1960 unternahm er mit Walter Großpietsch eine dreimonatige Reise durch drei skandinavische Länder. Reher wurde künstlerischer Berater des Verlags Volk und Welt und war von 1964 bis 1978 dessen künstlerischer Leiter. Nachdem er 1977 zu den Unterzeichnern der Petition für Wolf Biermann gehört hatte, schied er aus dieser Position aus, war aber weiter für den Verlag tätig. Seine künstlerisch auffälligste Leistung war die Einbandgestaltung der Reihe „Spektrum“ („Schwarze Reihe“). Für 279 dieser Taschenbücher schuf er jeweils ein eigens für das Buch gemachtes Motiv. 1968 verwendete er für den Einband von „Kadersorgen im Paradies“ von Vlad Iovita das Motiv eines angebissenen Apfels, das Jahre später zum Logo von Apple wurde. Die Schwarzweiß-Fotos für die Heftumschläge entstanden mit einer Plattenkamera. Anschließend bearbeitete er die Aufnahmen in der expressiven Art John Heartfields in der Technik der Fotomontage, ein in der DDR selten angewandtes Verfahren. Die auf besserem Papier gedruckte und teurere Reihe des Verlags „ex libris“ trug ebenfalls Rehers Handschrift. Er arbeitete auch für den Leipziger Insel Verlag und den Verlag Philipp Reclam jun. Leipzig. Für diesen überarbeitete er in den 1980er Jahren das Erscheinungsbild der Universal-Bibliothek. Ein weiters Standbein fand er im Hinstorff Verlag Rostock. Nach dem Ende der DDR arbeitete er auch vorübergehend für den Ch. Links Verlag. Ein besonderes Anliegen war Reher der Wettbewerb „Schönste Bücher der DDR“. Er war Mitglied der Jury, 1988 als stellvertretender Vorsitzender.

## Mitgliedschaften
- Verband Bildender Künstler der DDR

- ab 1986 Mitglied er Akademie der Künste der DDR und der Akademie der Künste (Berlin)
- Mitglied der Pirckheimer-Gesellschaft

## Ehrungen
- 1970 Käthe-Kollwitz-Preis der Akademie der Künste der DDR
- 1973 Kunstpreis der DDR
- 1988 Gutenberg-Preis der Stadt Leipzig
- 2016 demonstrative Würdigung auf der Biennale für Grafik Design Brno, indem von Reher gestaltete Buchumschläge wie Kunst an die Wand inszeniert wurden

## Fotografische Darstellung Rehers
- Klaus Morgenstern: Lothar Reher, Stefan Heym und Klaus Poche (1997)[3]

## Buchkünstlerische Werke (Auswahl)

### Künstlerbücher (Auswahl)
- Mallanaga Vatsyayana: Kamasutram. Philip Reclam jun. Leipzig; 1986 (Buchgestaltung und eingebundene Original-Farbgraphik)

### Fotoillustrationen (Auswahl)
- Paul Wiens: Die Straße der Kinder. Verlag Volk und Welt, Berlin; 1960
- Walter Großpietsch: Nebenan zu Gast. Verlag Volk und Welt, Berlin; 1963
- Hermann Kant: In Stockholm. Verlag Volk und Welt, Berlin; 1974
- Fritz Rudolf Fries: Erlebte Landschaft. Bilder aus Mecklenburg. Hinstorff -Verlag, Rostock; 1979

### Weitere buchgestalterische Werke (Auswahl)
- Scholem Alejchem: Der behexte Schneider. Verlag Volk und Welt, Berlin, 1969 (Ausstattung und Auswahl der Farblithografien von Anatoli L. Kaplan)
- Anatoli Lwowitsch Kaplan: Farbige Keramik. Insel-Verlag, Leipzig; 1973 (Auswahl und Aufnahmen)

## Ausstellungen (unvollständig)

### Einzelausstellungen
- 1975 und 1978: Berlin, Galerie Unter den Linden (Grafik)
- 1979: Leipzig, Georg-Maurer-Bibliothek (Buntpapier, Grafik)
- 1992: Berlin, Galerie am Robert-Koch-Platz (Bücher und Bilder)

### Ausstellungsbeteiligungen
- 1965 Berlin, Junge Gebrauchsgrafiker

- 1967/1968, 1972/1973 und 1977/1978 Dresden, Deutsche Kunstausstellung bzw. Kunstausstellung der DDR

- 1969, 1972 und 1986 Berlin, Bezirkskunstausstellung

- 1970: Berlin, Altes Museum („Im Geiste Lenins“)
- 2016: Brno (Internationale Biennale für Grafik-Design)